# Lepidamia
Lepidamia is een monotypisch geslacht van straalvinnige vissen uit de familie van de kardinaalbaarzen (Apogonidae).

## Soort
- Lepidamia kalosoma (Bleeker, 1852)